# 熊野神社 (板橋区前野町三丁目)
熊野神社（くまのじんじゃ）は、東京都板橋区の神社。なお前野町には、同じ「熊野神社」の名称を持つ神社が存在する。当社は「東熊野神社」とも呼ばれるのに対し、もう一つの神社は「西熊野神社」と呼ばれている。「前野熊野神社」は、「村社」の社格を持っていた当社を指す。当社公式サイトでも「前野熊野神社」と名乗っている。

## 概要
創建年代は不明である。ただ、板橋区教育委員会が発行した『いたばしの神社 (文化財シリーズ第36集)』によれば、「中世末期の頃」としている。
江戸時代は、西熊野神社とともに前野村の鎮守であった。1874年（明治7年）に村社に列格された。

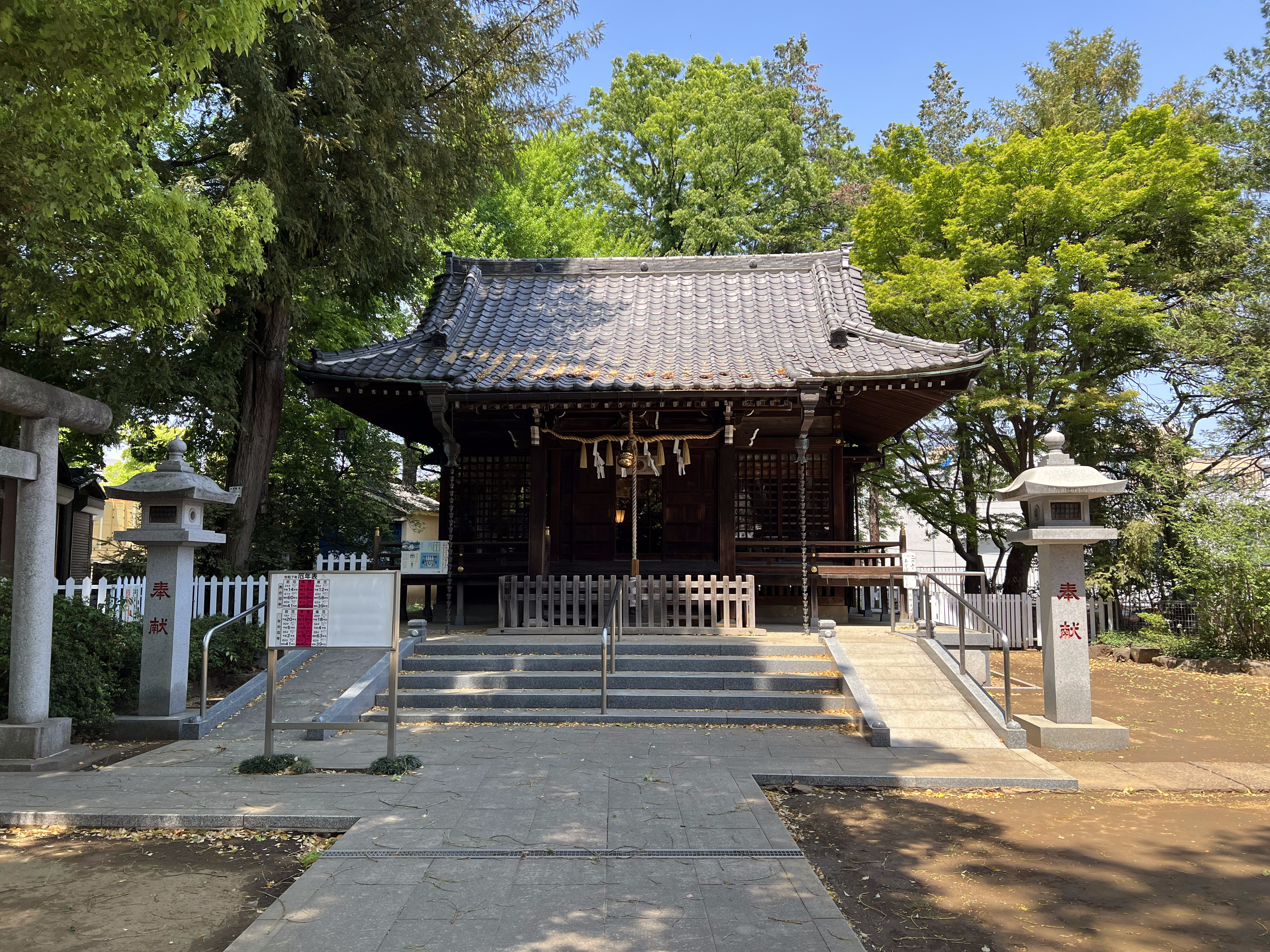
拝殿

## 摂末社
- 春日社
- 月山社
- 春名社

これらの社は、元々長徳寺にあったものだが、区画整理で1943年（昭和18年）に当社境内に移転した

## 氏子区域
- 大原町の一部
- 前野町1～3丁目、4丁目の大部分

## 交通アクセス
- 志村坂上駅より徒歩9分。